# Pascual Chávez
Pascual Chávez Villanueva es un sacerdote católico salesiano y fue el rector mayor de la Congregación Salesiana de Don Bosco desde el 3 de abril de 2002 hasta el 25 de marzo de 2014, tiempo en el cual se constituyó como el IX sucesor de Juan Bosco en el gobierno de la segunda comunidad religiosa masculina más numerosa de la Iglesia católica. Chávez es además el segundo latinoamericano en ocupar el máximo cargo dirigente de dicha Congregación religiosa (el primer latinoamericano fue su inmediato antecesor, Juan Edmundo Vecchi, de nacionalidad argentina). Durante el XXVI Capítulo General de los Salesianos celebrado en Roma entre febrero y abril de 2008 fue confirmado en el cargo para un segundo periodo. Nació en Real de Catorce, San Luis Potosí (México) el 20 de diciembre de 1947 y reside en la Casa General de los Salesianos de Don Bosco en Roma. Se ha destacado por sus visitas como rector mayor a todas las inspectorías salesianas del mundo. El era el rector en tiempos del padre Julio César Grassi.
Pascual Chávez se ha visto envuelto en controversia debido al presunto encubrimiento de los abusos sexuales realizados por el padre Juan Manzo Cárdenas, a cincuenta menores de edad en la Ciudad del Niño Don Bosco, una escuela-orfanato que los salesianos tienen en la ciudad de León, Guanajuato, así como en las negociaciones entre el Iglesia Católica y el Gobierno de México respecto al asesinato de la menor Itzachel Shantal González López, cometido en la ciudad de San Luis Potosí.

## Biografía
Tras algunos años, la familia se traslada a Saltillo (Estado de Coahuila), en donde Pascual frecuenta la escuela salesiana “Colegio México”; aquí nace su vocación y madura su intención de seguir a Don Bosco. Realiza su primera profesión en agosto de 1964, en Coacalco, y en agosto de 1970 se convierte en salesiano con votos perpetuos, en Guadalajara. Recibió el ministerio diaconal el 10 de marzo de 1973, también en Guadalajara, y es ordenado sacerdote el 8 de diciembre de 1973. Pasa sus primeros años de ministerio en la comunidad de jóvenes salesianos en formación de Guadalajara. Desde 1975 a 1977 estudia en Roma en el Instituto Bíblico, en donde obtiene la licenciatura en Sagrada Escritura. 
Fue director del Instituto Teológico de San Pedro Tlaquepaque desde 1980 a 1988, donde enseñó la Biblia. Desde 1986 a 1994 fue Inspector de esta misma provincia que comprende todo el norte de México hasta la frontera con los Estados Unidos. En 1995 inicia su doctorado de Teología Bíblica y reside en Madrid-Carabanchel, donde permanece hasta conseguir el título en la Universidad Pontificia de Salamanca (España). En 1996, durante el CG 24, le llega una llamada telefónica del rector mayor, don Vecchi, que le propone ser consejero regional para la Región Interamérica, pese a no ser miembro de derecho de aquel Capítulo. Aceptada la propuesta, se transfiere a la Casa Generalicia de Roma, en donde reside actualmente. 

### Rector mayor de los Salesianos
El 3 de abril de 2002 el XXV Capítulo General de los Salesianos, reunido en la Casa General de dicha orden en Roma, eligió como IX sucesor de Don Bosco al sacerdote Pascual Chávez Villanueva. Sucedía al recientemente fallecido Juan Edmundo Vecchi. El rector mayor de los salesianos como superior general es padre y centro de la unidad de la Familia Salesiana, según el artículo 126 de las Constituciones de la orden. Es considerado además el "sucesor de Don Bosco" y el "Don Bosco vivo" y tiene como función principal la "animación y promoción de la unidad salesiana". 
Al padre Chávez como rector mayor, le han correspondido los siguientes acontecimientos dentro de la historia salesiana contemporánea:
1. La beatificación de Ceferino Namuncurá en noviembre de 2007 en Argentina, motivo por el cual escribió el mensaje "Ceferino Namuncurá, un fruto de espiritualidad juvenil salesiana" publicado el 5 de noviembre del mismo año.
2. La canonización de los mártires salesianos de España en octubre del 2007, motivo por el cual escribió el mensaje "La sangre de los mártires, semillas de un mundo nuevo" publicado el 27 de octubre del mismo año.
3. Los 150 años de la muerte de Domingo Savio celebrados el 8 de marzo de 2007 y para lo cual escribió el mensaje correspondiente.
4. Los 40 años de la celebración del Concilio Vaticano II, motivo por el cual escribió y dirigió una de las campañas más loables de su apostolado en el campo eclesial y salesiano conocida como "Rejuvenecer el rostro de la Iglesia" del 24 de enero de 2005.
5. Los 150 años de la Congregación Salesiana el 18 de diciembre de 2009

Por último, durante el gobierno del padre Chávez, se dio el fallecimiento de S.S. Juan Pablo II (2 de abril de 2005), pontífice de un gran afecto por Don Bosco y la Familia Salesiana, motivo por el cual el rector mayor le dedicó el documento "Testimonio del rector mayor, don Pascual Chávez, sobre Juan Pablo II". De él dirá en su mensaje:

Los salesianos y los miembros de la Familia Salesiana, que hemos tomado el compromiso de rejuvenecer el rostro de la Iglesia, que es la madre de nuestra fe, podemos decir que Juan Pablo II nos ha precedido y nos ha dejado un ejemplo a seguir. En efecto, él ha amado a la Iglesia como se la debe amar, gastando todas sus energías por ella. Él ha rejuvenecido a la Iglesia, porque ha creído en los jóvenes, les ha convocado en todas las partes del mundo, ha sabido hablarles de Jesús, y les ha indicado metas altas que alcanzar: les ha invitado a no ser mediocres, a no conformarse por ser consumidores o espectadores, sino a ser "los centinelas de la mañana", y a ser "los santos del tercer milenio".

Programa y lleva a cabo un proyecto iniciado en el 25 de abril de 2009, que consiste en que parte de las reliquias de Don Bosco recorran la mayor parte de las casas salesianas del mundo hasta 2015 como preparación del bicentenario del nacimiento de Don Bosco. Las reliquias de Don Bosco que recorrerieron el mundo son los huesos de su brazo derecho, guardados en una caja bajo el brazo derecho de una imagen de cera de Don Bosco, todo esto se encuentra en una urna (igual a la que se encuentra con las reliquias completas en Turín).

## Controversia

### Encubrimiento de abuso
En 1994, el psicólogo del internado Ciudad del Niño Don Bosco, en la ciudad de León, Guanajuato, descubrió que el padre Juan Manzo, encargado de los dormitorios, estaba abusando sexualmente de cinco menores. La institución atendía a más de cien niños proveyendo educación, comida e instrucción católica. De acuerdo con la historia que narra Jorge Erdely en "La explotación de la fe", fue el propio psicólogo del orfanato, Alejandro García Castro, quien primero acudió al DIAR (Departamento de Investigaciones Sobre Abusos Religiosos) a denunciar los abusos sexuales del sacerdote Juan Manzo Cárdenas, después de que los reclamos del especialista fueron ignorados por sus superiores salesianos, principalmente por el entonces provincial Pascual Chávez.
Junto con el entonces obispo de León, Rafael García González, Pascual Chávez presuntamente logró que las autoridades judiciales de Guanajuato y la misma Secretaría de Gobernación dejaran impune a Manzo, pese a que en agosto de 1994, este sacerdote ya se había declarado culpable ante el Ministerio Público de los actos de abuso sexual contra menores que se le imputan. Al padre Manzo simplemente se le envió a África por un tiempo, para después regresar a México a seguir ejerciendo su ministerio sacerdotal en la ciudad de Tijuana, y después en la Mixteca oaxaqueña, a cuyos fieles jamás se les alertó sobre sus antecedentes.

### Negociación con el Gobierno de México
Asimismo, se ha visto involucrado en la controversia generada a partir del caso del asesinato de la menor Itzachel Shantal González López, dentro del Instituto Salesiano "Carlos Gómez" en la ciudad de San Luis Potosí, donde según el perito en criminalística Julio Ceballos: 

El asesinato de Shantal lo alarmó mucho porque ocurrió en su tierra natal y justamente en una escuela salesiana. Gente muy cercana a Pascual me comentó que éste vino a México y logró hablar con el presidente Felipe Calderón, pidiéndole que lo ayudara a calmar el escándalo. Y Calderón a su vez le pide el favor al entonces gobernador de San Luis Potosí, el panista Marcelo de los Santos, quien empieza a proteger a los salesianos. Pero sale Marcelo y entra Toranzo. Y éste sí aprehende al salesiano. El arresto traía tan preocupada a la Santa Sede que en marzo de 2012, durante la visita del Papa Benedicto XVI a Guanajuato, se abordó el asunto dentro de los temas de agenda entre los jefes de Estado. No era para menos pues es un crimen considerado de alto impacto social e incluso de dimensiones internacionales.

## Títulos y reconocimientos
Don Chávez, como sucesor de Don Bosco, ha recibido varios títulos y reconocimientos durante el tiempo que ha estado a cargo de la Congregación. En la siguiente lista se excluyen las ciudadanías de diferentes provincias italianas y la entrega de las llaves de la ciudad en diferentes partes del mundo:
1. Conciudadano de Santo Domingo Savio: Título concedido por el alcalde de Riva-Aosta (Italia) el 10 de junio de 2007 con ocasión de los 150 años de la muerte de Domingo Savio.
2. Doctor Honoris Causa en Ciencias Pedagógicas: Título concedido por la Universidad de Génova el 23 de abril de 2007.
3. Doctor Honoris Causa en Teología: Concedido por la Universidad Católica Don Bosco, Campo Grande, Brasil el 1 de noviembre de 2005.
4. En México: Recibió varios reconocimientos como ciudadano distinguido durante su recorrido (urna).
5. Medalla al Mérito: Concedida por la Asamblea Legislativa del Estado de Río Grande del Sur, Brasil, el 31 de agosto de 2004.
6. Hijo Adoptivo del Pueblo: Concedido por el municipio de Valsalabroso, Salamanca, España el 18 de agosto de 2004.
7. Ciudadano distinguido: Concedido por el gobernador de Coahuila, México el 24 de febrero de 2004.
8. Gran Oficial de la Orden Heráldica de Cristóbal Colón: Concedida por el presidente de República Dominicana el 23 de enero de 2004.
9. Orden de la Independencia Cultural Rubén Darío :Título concedido por el presidente de la República Comandante Daniel Ortega Saavedra Nicaragua. 21 OCT 2011
10. Doctor Honoris Causa en Humanidades: Título concedido por la Universidad Don Bosco, El Salvador. 22 OCT 2011.
11. Llave de la ciudad:Título concedido por el Instituto Salesiano San Miguel y por el vicealcalde de Tegucigalpa, Honduras. 24 OCT 2011.

## Cargo
| Predecesor: Juan Edmundo Vecchi | Rector mayor de la Congregación Salesiana 2002 - 2014 | Sucesor: Ángel Fernández Artime |